# Лександ (комуна)
Комуна Лександ (швед. Leksands kommun) — адміністративно-територіальна одиниця місцевого самоврядування, що розташована в лені Даларна у центральній Швеції.
Лександ 76-а за величиною території комуна Швеції. Адміністративний центр комуни — місто Лександ.

## Населення
Населення становить 158 181 чоловік (станом на вересень 2012 року). 
| Кількість населення комуни Лександ за 1970-2010 роки | Кількість населення комуни Лександ за 1970-2010 роки | Кількість населення комуни Лександ за 1970-2010 роки | Кількість населення комуни Лександ за 1970-2010 роки | Кількість населення комуни Лександ за 1970-2010 роки |
| ---------------------------------------------------- | ---------------------------------------------------- | ---------------------------------------------------- | ---------------------------------------------------- | ---------------------------------------------------- |
| Рік                                                  |                                                      |                                                      | Населення                                            |                                                      |
| 1970                                                 | 1970                                                 |                                                      | 12 347                                               | 12 347                                               |
| 1975                                                 | 1975                                                 |                                                      | 12 761                                               | 12 761                                               |
| 1980                                                 | 1980                                                 |                                                      | 13 572                                               | 13 572                                               |
| 1985                                                 | 1985                                                 |                                                      | 13 930                                               | 13 930                                               |
| 1990                                                 | 1990                                                 |                                                      | 14 805                                               | 14 805                                               |
| 1995                                                 | 1995                                                 |                                                      | 15 440                                               | 15 440                                               |
| 2000                                                 | 2000                                                 |                                                      | 15 240                                               | 15 240                                               |
| 2005                                                 | 2005                                                 |                                                      | 15 440                                               | 15 440                                               |
| 2010                                                 | 2010                                                 |                                                      | 15 289                                               | 15 289                                               |
| Джерело: SCB                                         |                                                      |                                                      |                                                      |                                                      |

## Населені пункти
Комуні підпорядковано 8 міських поселень (tätort) та низка сільських, більші з яких:
- Лександ (Leksand)
- Іншен (Insjön)
- Сільянснес (Siljansnäs)
- Телльберґ (Tällberg)
- Герадсбиґден (Häradsbygden)
- Юра (Djura)
- Вестанвік (Västanvik)
- Альвік (Alvik)

## Міста побратими
Комуна підтримує побратимські контакти з такими муніципалітетами:
- Комуна Ліллегаммер, Норвегія
- Оулайнен, Фінляндія
- Герсгольм, Данія
- Карксі-Нуйя, Естонія

## Галерея

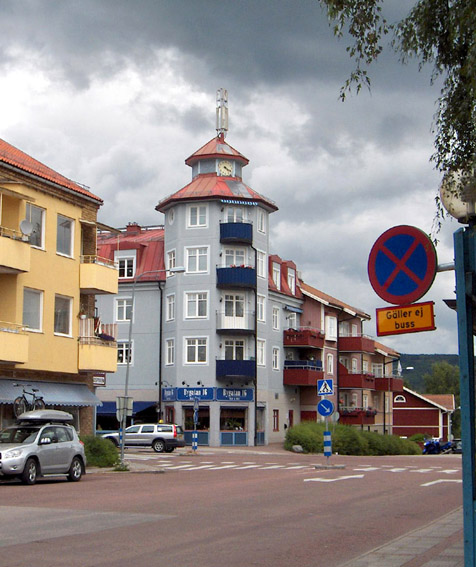
Лександ
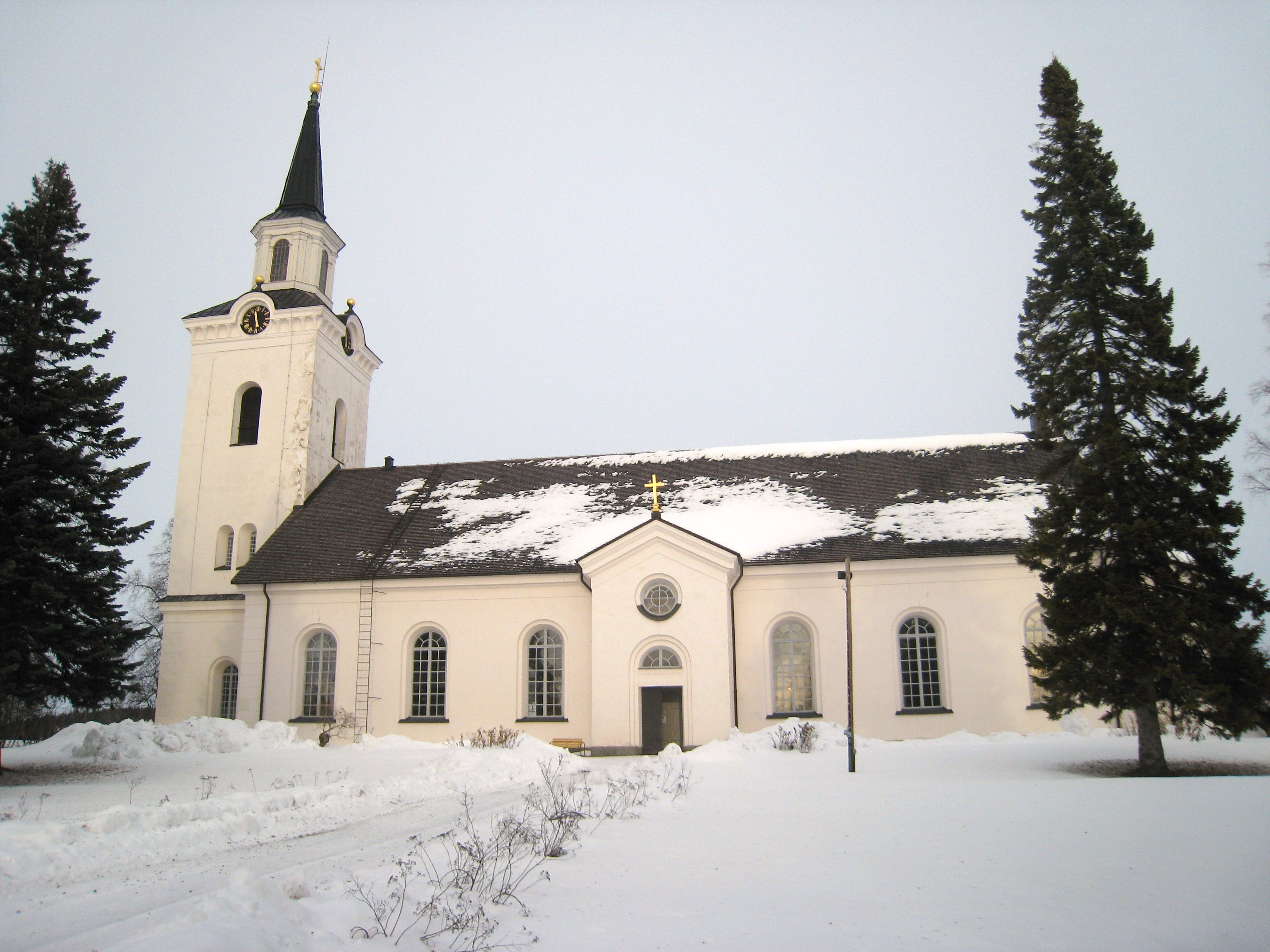
Церква (Сільянснес)
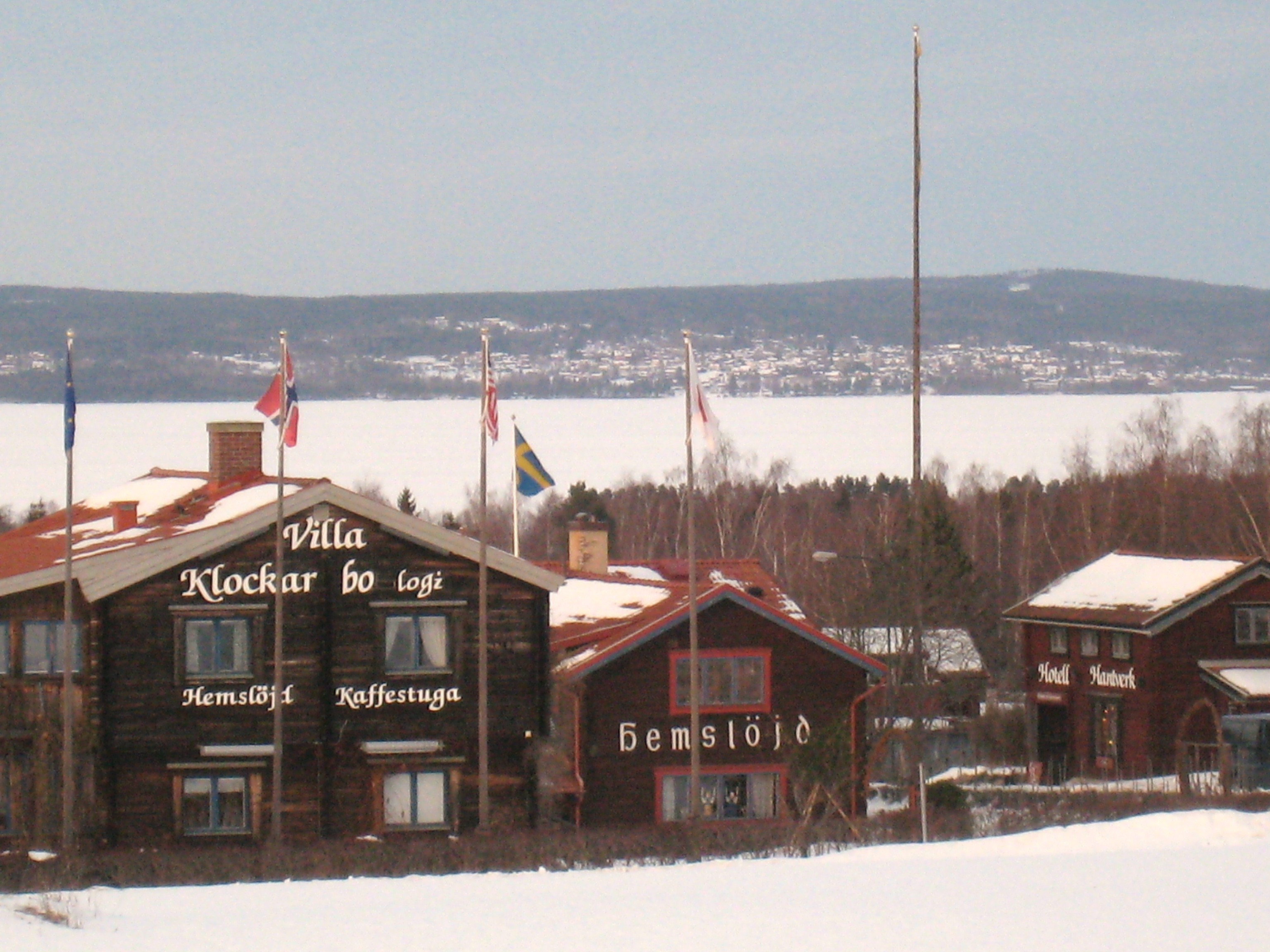
Містечко Телльберґ
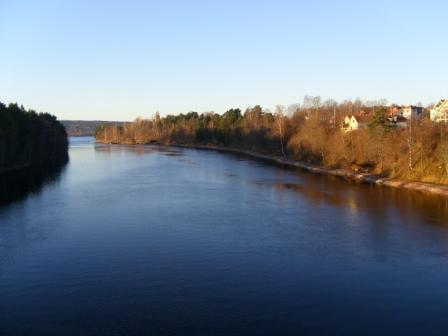
Річка Далаельвен

## Виноски
1. ↑  http://www.openstreetmap.org — OpenStreetMap.
2. ↑  Folkmangd i riket, lan och kommuner (шв.) . Центральне бюро статистики Швеції. Архів оригіналу за 20 серпня 2013. Процитовано 16 лютого 2013.